# Platyceridion edax
Platyceridion edax är en tvåvingeart som beskrevs av Chandler och Loïc Matile 1998. Platyceridion edax ingår i släktet Platyceridion och familjen platthornsmyggor.
Artens utbredningsområde är Sri Lanka. Inga underarter finns listade i Catalogue of Life.